# Ван дер Вил, Джон
Джон ван дер Вил (нидерл. John van der Wiel; род. 9 августа 1959, Лейден, Южная Голландия) — нидерландский шахматист, гроссмейстер (1982).
Чемпион Европы среди юношей (1978). Чемпион Нидерландов (1986). В составе сборной Нидерландов участник 9-и Олимпиад (1980—1984, 1988—1998). Участник межзональных турниров: Москва (1982) — 11—12-е; Биль (1985) — 4—6-е (проиграл дополнительный матч за выход в турнир претендентов Н. Шорту).
Лучшие результаты в других международных соревнованиях: Сочи (1980) — 4—5-е; Вейк-ан-Зее (1981, побочный турнир) — 1-е; Вейк-ан-Зее (1982) — 3—4-е; Нови-Сад (1982), Орхус (1983) и Остенде (1983) — 1-е; Сараево (1984) — 3—4-е; Рейкьявик (1985) — 4-е; Брюссель (1985) — 3-е; Амстердам (1986) — 2-е; Сан-Бернардипо (1986) — 1-е; Лугано (1987) — 2—5-е; Тер-Апел (1987) — 1—3-е; Амстердам (1987, «Охра-турнир») — 1-е места.

## Изменения рейтинга
| Графики недоступны из-за технических проблем. См. информацию на Фабрикаторе и на mediawiki.org. |